# 阮浪
阮浪（越南语：／；？—1452年），交趾人，御用監左少监，有建築方面的才能。與另一位宦官阮安同樣是來自越南。

## 生平
出生于安南
永乐年间，明成祖朱棣平安南后，被选入掖庭，后入尚衣监。
宣德元年（1426年），任奉御掌管宝钞司。
宣德三年（1428年），奉命处置西洋诸国进御船抵达广南的事务。
宣德五年（1430年），随明宣宗出征，因功升御用監右监丞。
正统元年（1436年），升御用監左少监。
景泰三年（1452年）秋七月，時任御用監少監的阮浪等人因牽連謀反罪而被告發，而被凌遲處死。 
天顺元年（1457年），明英宗復辟後，阮浪被追贈為御用監太監。